# Boston Society of Film Critics Awards 1990
L'11ª edizione dei Boston Society of Film Critics Awards si è svolta il 6 gennaio 1991, per onorare l'eccellenza nell'industra del cinema per l'anno 1990.

## Premi

### Miglior film
- Quei bravi ragazzi (Goodfellas), regia di Martin Scorsese

### Miglior attore
- Jeremy Irons - Il mistero Von Bulow (Reversal of Fortune)

### Migliore attrice
- Anjelica Huston - Chi ha paura delle streghe? (The Witches) e Rischiose abitudini (The Grifters)

### Miglior attore non protagonista
- Joe Pesci - Quei bravi ragazzi (Goodfellas)

### Migliore attrice non protagonista
- Jennifer Jason Leigh - Miami Blues e Ultima fermata Brooklyn (Last Exit to Brooklyn)

### Miglior regista
- Martin Scorsese - Quei bravi ragazzi (Goodfellas)

### Migliore sceneggiatura
- Nicholas Kazan - Il mistero Von Bulow (Reversal of Fortune)

### Miglior film in lingua straniera
- L'insolito caso di Mr. Hire (Monsieur Hire), regia di Patrice Leconte  ·  Francia